# Marco Pontecorvo
Marco Pontecorvo (* 8. November 1966 in Rom, Italien) ist ein italienischer Kameramann und Filmregisseur.

## Leben
Marco Pontecorvo ist der Sohn des italienischen Regisseurs Gillo Pontecorvo. Er debütierte 1997 in der von Stefano Reali inszenierten Komödie In barca a vela contromano und in dem von Francesco Rosi inszenierten Kriegsdrama Die Atempause als eigenverantwortlicher Kameramann in einem Spielfilm. Mit Katja und der Falke in Dänemark, Die letzte Legion in England, Der Gast in Frankreich und Game of Thrones in Hollywood arbeitete Pontecorvo bisher auch international. Sein Regiedebüt gab er mit dem 2008 erschienenen Drama Pa-ra-da.

## Filmografie (Auswahl)
- 1997: Die Atempause (La tregua)
- 1997: In barca a vela contromano
- 1998: Der Gast (L’ospite)
- 1999: Katja und der Falke (Falkehjerte)
- 2003: Mein Haus in Umbrien (My House in Umbria)
- 2005–2007: Rom (Rome, Fernsehserie, neun Folgen)
- 2006: Firewall
- 2007: Die letzte Legion (The Last Legion)
- 2008: Pa-ra-da
- 2009: My One and Only
- 2010: Briefe an Julia (Letters to Juliet)
- 2011: Game of Thrones (Fernsehserie, drei Folgen)
- 2013: Plötzlich Gigolo (Fading Gigolo)